# Journées québécoises de la solidarité internationale
Les Journées québécoises de la solidarité internationale (JQSI) sont un grand événement annuel de sensibilisation et d’éducation du public organisées chaque année par l'Association québécoise des organismes de coopération internationale (AQOCI) depuis 1996,. Pour atteindre ses objectifs, les JQSI invitent le public québécois à participer à de nombreuses activités qui lui permettent de s’informer sur les enjeux actuels de la solidarité internationale. L'événement est réalisé avec l'appui du ministère des Relations internationales du Québec.
Au cours des 10 jours de l'activité, les membres de l’AQOCI organisent dans plusieurs régions du Québec des activités telles des conférences, des expositions, des soirées de poésie et des projections cinématographiques. C’est l’occasion pour toutes et tous de mieux comprendre les problématiques internationales, de prendre connaissance du travail et de l’engagement des organismes québécois de coopération internationale, ainsi que de découvrir des moyens concrets d’agir et de s’impliquer pour construire un monde plus juste et plus équitable.

## Éditions

### JQSI 2009
La 13e édition des Journées québécoises de la solidarité internationale, qui a eu lieu du 4 au 15 novembre 2009, se penchera sur la question des changements climatiques. Les JQSI ont abordé l’impact humain et social des changements climatiques. A l’approche du Sommet de Copenhague en décembre 2009, les JQSI nous offrent l’occasion de rappeler l’urgence d’un engagement clair en faveur de la réduction des émissions de gaz à effet de serre et de l’appui financier aux politiques d’adaptation dans les pays en développement. Au-delà de l’interpellation des pouvoirs publics, nous souhaitons appeler à une remise en question de nos modes de consommation pour assurer la survie des générations futures, au nord comme au sud.

### JQSI 2010
En novembre, chaque année, les Journées québécoises de la solidarité internationale (JQSI) constituent un rendez-vous incontournable dans 13 régions du Québec… une occasion de célébrer la solidarité.
Du 3 au 13 novembre 2010, l'Association québécoise des organismes de coopération internationale (AQOCI) et ses 65 membres proposent de nombreuses activités pour s'informer et s'engager en faveur d'un monde plus juste, égalitaire, pacifique et écologique. 
Cette année, la thématique des JQSI porte sur Revoir et repenser le développement. Les multiples crises que nous traversons - crise environnementale, alimentaire, financière et économique - nous obligent à réfléchir à la notion de développement et aux valeurs qu'il sous-tend.
La conférencière invitée pour le 3 et le 4 novembre est Mme Aminata Traoré, auteur de nombreux essais, ancienne ministre malienne et militante altermondialiste. 
Le porte-parole de l'évènement est M. Gérald Larose figure de proue du monde syndical et de l'économie solidaire au Québec.
Activités spéciales :
-FLASH MOB: 3 novembre 12h30, partout au Québec
-Conférence d'ouverture du 3 novembre à 19h

Salle Marie-Gérin-Lajoie 

Pavillon Judith-Jasmin 

405 rue Ste-Catherine Est 

Local J-M400 (niveau Métro) 

Métro Berri-UQAM
-Conférence d'ouverture du 4 novembre à Trois-Rivières.